# Cieśle (Poznań)
Pour les articles homonymes, voir Cieśle.
Cieśle (prononciation : [ˈt͡ɕɛɕlɛ], en allemand : Wiesenwinkel) est un village polonais de la gmina de Buk dans le powiat de Poznań de la voïvodie de Grande-Pologne dans le centre-ouest de la Pologne.
Il se situe à environ 8 kilomètres à l'est de Buk (siège de la gmina) et à 21 kilomètres à l'ouest de Poznań (siège du powiat et capitale régionale).

## Histoire
De 1975 à 1998, le village faisait partie du territoire de la voïvodie de Poznań.

Depuis 1999, Cieśle est situé dans la voïvodie de Grande-Pologne.
Le village possède une population de 72 habitants en 2013.